# Forte Gabrielli
Forte Gabrielli (Gubbio, ... – Fonte Avellana, 9 maggio 1040) è stato un religioso italiano. Il suo culto come beato fu confermato da papa Benedetto XIV nel 1756.

## Biografia
Originario di Gubbio, membro della nobile famiglia dei Gabrielli, si ritirò a condurre vita eremitica in una cella sul monte Scheggia; in seguito, si pose sotto la direzione di san Lodolfo trasferendosi nel monastero camaldolese di Fonte Avellana, dove morì sotto il priorato di Guido d'Arezzo.

## Il pensiero
«Gli agiografi, tra cui il Piccotti, citato dallo Jacobilli, ci dicono che Forte era solito affermare che l'uomo ha due nemici: il suo corpo ed il mondo; per domare il primo nemico, le armi adatte erano la castità contro i morsi della carne e la povertà contro le bramosie materiali. Per sconfiggere il secondo, l'unica arma era l'eremitaggio».

## Culto
Nel XV secolo sul suo eremo del monte Scheggia fu innalzata una chiesa, detta di Santa Maria in Monte, dove Forte Gabrielli era già onorato con il titolo di santo.
Il suo culto come beato fu confermato da papa Benedetto XIV nel 1756.
Il suo corpo è venerato nella cattedrale di Gubbio.
Il suo elogio si legge nel Martirologio romano al 9 maggio.